# Cielo e Terra
Cielo e Terra – siódmy album studyjny amerykańskiego gitarzysty jazzowego Ala Di Meoli, wydany w 1985 roku nakładem wytwórni płytowej Manhattan Records.

## Lista utworów
Opracowano na podstawie materiału źródłowego.
| 1. | "Traces of a Tear" (Al Di Meola) | 7:58  |
|    |                                  |       |
| 2. | "Vertigo Shadow" (Di Meola)      | 3:16  |
|    |                                  |       |
| 3. | "Cielo e Terra" (Di Meola)       | 10:42 |
|    |                                  |       |
| 4. | "Enigma of Desire" (Di Meola)    | 2:48  |
|    |                                  |       |
| 5. | "Atavism of Twilight" (Di Meola) | 5:17  |
|    |                                  |       |
| 6. | "Coral" (Keith Jarrett)          | 3:24  |
|    |                                  |       |
| 7. | "When You’re Gone" (Di Meola)    | 4:32  |
|    |                                  |       |
| 8. | "Etude" (Di Meola)               | 7:06  |
|    |                                  |       |
| 9. | "Solace" (Di Meola)              | 4:44  |
|    |                                  |       |
|    |                                  | 49:47 |
|    |                                  |       |

## Twórcy
Opracowano na podstawie materiału źródłowego.
Muzycy:
- Al Di Meola – gitary
- Airto Moreira – instrumenty perkusyjne (1, 3, 7, 9)

Produkcja:
- Al Di Meola – produkcja muzyczna
- David Baker – produkcja muzyczna, inżynieria dźwięku
- Philip Roberge, Christian Dalbavie - produkcja wykonawcza
- Moira Marquis – inżynieria dźwięku
- Bob Ludwig – mastering
- Stephen Wilkes – fotografia (przód)
- Beverly Parker – fotografia (tył)